# 133892 Benkhaldoun
133892 Benkhaldoun este un asteroid din centura principală.

## Descoperirea asteroidului
Asteroidul a fost descoperit la 7 septembrie 2004, de astronoma amatoare franceză Claudine Rinner, la observatorul său din localitatea Ottmarsheim, în Alsacia.

## Caracteristici
Asteroidul 133892 Benkhaldoun prezintă o orbită caracterizată de o semiaxă majoră egală cu 2,6661765 u.a. și de o excentricitate de 0,1779360, înclinată cu 17,57430° în raport cu ecliptica.

## Denumirea asteroidului
Asteroidul 133892 Benkhaldoun a primit numele în onoarea lui Zouhair Benkhaldoun (n. 1959), cercetător la Universitatea Cadi Ayyad (departamentul de fizică), la Marrakech și, începând din 2007, director al Observatorului Oukaimeden creat de Claudine Rinner, în Maroc.